# ソーピードアンナ
ソーピードアンナ（Thorpedo Anna）は、アメリカ合衆国の競走馬。
主な勝ち鞍は2024年のケンタッキーオークス、エイコーンステークス、コーチングクラブアメリカンオークス、コティリオンステークス、ブリーダーズカップディスタフ、2025年のアップルブロッサムハンデキャップ。

## 概要

### 2歳（2023年）
10月26日のキーンランド競馬場の未勝利戦でブライアン・ヘルナンデス・ジュニアを背にデビューして初勝利を挙げる。続く11月10日のチャーチルダウンズ競馬場の条件戦も勝利して連勝とした。
その後は11月10日のゴールデンロッドステークス(G2)に1番人気で出走するも、早めに先頭に立ったイントリケイトに突き放されてしまい5馬身1/4差の2着に敗れた。

### 3歳（2024年）
3月30日のファンタジーステークス(G2)に2番人気で出走。大外10番枠から3番手に付け、最終コーナーの手前で先頭に立つと後続を突き放して4馬身差の圧勝。前走の敗戦から巻き返して、グレード競走初制覇を果たした。
迎えた5月4日のケンタッキーオークス(G1)では、前年の2歳女王ジャストエフワイアイに次ぐ2番人気で出走。内枠から先頭争いに加わると向こう正面までにハナを奪い切って後続を牽引。直線を迎えると追い上げるジャストエフワイアイに並ぶことすら許さずに、更に伸び脚を見せてそのまま逃げ切って4馬身3/4差の圧勝。2歳女王を圧倒してG1初制覇を飾った。
続いて6月7日のエイコーンステークス(G1)に出走。逃げるジャストエフワイアイと差のない2番手で追走して、序盤から一騎打ちの様相となる。しかし、第3コーナーで追い出し始めたジャストエフワイアイを馬なりで交わして2頭の対決は早くも決着。直線で追い出されると後続を寄せ付けずに、最後は流しながら余裕の勝利。2着のレスリーズローズに5馬身半差を付ける圧勝で2度目のG1制覇を飾った。
その後は7月20日のコーチングクラブアメリカンオークス(G1)に単勝オッズ1.25倍の圧倒的な支持を受けて出走。発馬の際に1馬身ほど立ち遅れることになるも、直ぐに位置を巻き返して2番手を確保。第3コーナーから進出を始めて3馬身ほどあった先頭との差を詰めて最終コーナーで先頭に立つ。直線では食い下がるキャンディドを寄せ付けずにそのまま差を広げて4馬身半差の圧勝。これでG1・3連勝とした。
ニューヨーク牝馬三冠に王手を掛けていたが、牡馬を相手として8月24日のトラヴァーズステークス(G1)に参戦。直線で逃げ馬の後ろから外に切り替えて先頭に立ったフィアースネスを猛追。一完歩ずつ詰め寄り差し切る勢いで迫ったが、アタマ差届かず2着に敗れた。

## 血統表
| ソーピードアンナの血統 | ソーピードアンナの血統           | ソーピードアンナの血統 | （血統表の出典）     | （血統表の出典） |
| 父系                   | サドラーズウェルズ系             | サドラーズウェルズ系   | サドラーズウェルズ系 |                  |
| 父 Fast Anna 鹿毛 2011 | 父の父Medaglia D'oro 黒鹿毛 1999 | El Prado               | Sadler's Wells       | Sadler's Wells   |
| 父 Fast Anna 鹿毛 2011 | 父の父Medaglia D'oro 黒鹿毛 1999 | El Prado               | Lady Capulet         |                  |
| 父 Fast Anna 鹿毛 2011 | 父の父Medaglia D'oro 黒鹿毛 1999 | Cappucino Bay          | Bailjumper           | Bailjumper       |
| 父 Fast Anna 鹿毛 2011 | 父の父Medaglia D'oro 黒鹿毛 1999 | Cappucino Bay          | Dubbed In            |                  |
| 父 Fast Anna 鹿毛 2011 | 父の母Dreaming Of Anna 栗毛 2004 | Rahy                   | Blushing Groom       | Blushing Groom   |
| 父 Fast Anna 鹿毛 2011 | 父の母Dreaming Of Anna 栗毛 2004 | Rahy                   | Glorious Song        |                  |
| 父 Fast Anna 鹿毛 2011 | 父の母Dreaming Of Anna 栗毛 2004 | Justenuffheart         | Broad Brush          | Broad Brush      |
| 父 Fast Anna 鹿毛 2011 | 父の母Dreaming Of Anna 栗毛 2004 | Justenuffheart         | Kitten's First       |                  |
| 母 Sataves 黒鹿毛 2015 | 母の父Uncle Mo 鹿毛 2008         | Indian Charlie         | In Excess            | In Excess        |
| 母 Sataves 黒鹿毛 2015 | 母の父Uncle Mo 鹿毛 2008         | Indian Charlie         | Soviet Sojourn       |                  |
| 母 Sataves 黒鹿毛 2015 | 母の父Uncle Mo 鹿毛 2008         | Playa Maya             | Arch                 | Arch             |
| 母 Sataves 黒鹿毛 2015 | 母の父Uncle Mo 鹿毛 2008         | Playa Maya             | Dixie Slippers       |                  |
| 母 Sataves 黒鹿毛 2015 | 母の母Pacific Sky 鹿毛 2004      | Stormy Atlantic        | Storm Cat            | Storm Cat        |
| 母 Sataves 黒鹿毛 2015 | 母の母Pacific Sky 鹿毛 2004      | Stormy Atlantic        | Hail Atlantis        |                  |
| 母 Sataves 黒鹿毛 2015 | 母の母Pacific Sky 鹿毛 2004      | Aldebaran Light        | Seattle Slew         | Seattle Slew     |
| 母 Sataves 黒鹿毛 2015 | 母の母Pacific Sky 鹿毛 2004      | Aldebaran Light        | Altair               |                  |
| 母系(F-No.)            | Emma(FN:2-d)                     | Emma(FN:2-d)           | Emma(FN:2-d)         | [ § 2 ]          |
| 5代内の近親交配        | Seattle Slew：M5×M4              | Seattle Slew：M5×M4    | Seattle Slew：M5×M4  | [ § 3 ]          |
| 出典                   | 1. 2. 3.                         | 1. 2. 3.               | 1. 2. 3.             | 1. 2. 3.         |

- 主な近親にエスケンデレヤ（ウッドメモリアルステークス）、トーラスジェミニ（七夕賞）。詳細はアルマームード#おもな牝系図を参照。